# Tiranet orellut de capell
El tiranet orellut de capell (Leptopogon amaurocephalus) és un ocell de la família dels tirànids (Tyrannidae).

## Hàbitat i distribució
Habita la selva pluvial, clars, bosc obert de les terres baixes de Mèxic en Oaxaca, sud de Veracruz, Tabasco, Chiapas i Quintana Roo, cap al sud, pel vessant del Carib fins Nicaragua, ambdues vessants de Costa Rica i oest i centre de Panamà, incloent l'illa de Coiba. Des del nord i est de Colòmbia, cap a l'est, a través de oest i sud de Veneçuela i la Guaiana fins l'extrem nord-est del Brasil, localment des de l'est del Perú i sud i sud-est del Brasil cap al sud fins Bolívia, Paraguai i nord de l'Argentina.